# گمینا موشنا
گمینا موشنا (به لهستانی:  Gmina Mosina) یک گمینا در لهستان است که در شهرستان پوزنانگ واقع شده‌است. گمینا موشنا ۱۷۰٫۸۷ کیلومتر مربع مساحت و ۲۵٬۰۹۸ نفر جمعیت دارد.